# شکار مگس‌ها
شکار مگس‌ها (لهستانی: Polowanie na muchy) یک فیلم کمدی به کارگردانی آندری وایدا است که در سال ۱۹۶۹ منتشر شد و در جشنواره فیلم کن ۱۹۶۹ به نمایش درآمد.

## گزیدهٔ بازیگران
- زیگمونت مالانوویچ
- دانیل اولبریخسکی
- مارک گرچوتا
- ماوگوژاتا براونک
- لاشک دراگوش
- یاتسک فدروویچ
- کشیشتف کرافچیک
- هانا اسکارژانکا
- واندا استانیسوافسکا-لُت